# صنایع دلتا گالیل
صنایع دلتا گالیل (عبری: דלתא גליל תעשיות‎) شرکت نساجی اسرائیلی است، که در سال ۱۹۷۵ تأسیس شد.